# Germaine Dermoz
Germaine Deluermoz, más conocida como Germaine Dermoz (París, 1889-ibídem, 7 de noviembre de 1966), fue una actriz francesa.
De familia de actrices, era hermana de Jeanne Delvair y tía de Annabella. Comenzó en la compañía de Réjane y se incorporó a la Comédie Française.
En 1912 fue contratada por la productora cinematográfica Eclipse, siendo una de las primeras actrices célebres del periodo mudo del cine francés. En su carrera destaca la película de 1922 La souriante Madame Beudet, de Germaine Dulac, adaptación de una obra teatral de Denys Amiel y André Obey.
Intervino también en películas como El baile (Le Bal, 1931), de Wilhelm Thiele; Noches moscovitas (Les nuits moscovites, 1934), de Alexis Granowsky; y Monsieur Vincent (1947).